# 관징량
관징량(關景良(관경량), 1869년 3월 23일 ~ 1945년 12월 16일)은 홍콩의 외과 의사 겸 시인이자 반청반제(反淸反帝) 흥중회 소속 혁명운동가 겸 정치인이다. 자(字)는 신옌(心焉, 심언)이다.

## 생애

### 일생
쑨원(孫文) 前 중화민국 대통령의 홍콩 앨리스 의학교 동문 학우이기도 하며 외과 의사로 활동하였고 흥중회 혁명운동에 가담하기도 하였다.

### 신해혁명 이후 이력
신해혁명으로 청(淸) 제국이 멸망하고 중화민국이 성립되자 중화민국 국민정부(中華民國 國民政府)에서 중국국민당 고문을 지냈다.

## 학력
- 홍콩 앨리스 의학교 의학사(1894년)
- 중화민국 국민당 전수훈련학교 1기(1920년)

## 인간 관계
그는 청년 시절부터 쑹자수(宋嘉樹), 여우례(尤列), 쑨원(孫文), 양허링(楊鶴齡), 루하오둥(陸皓東), 천사오보(陳少白)와 절친한 친구 관계였다.